# Tonino Guerra
Antonio Guerra, conocido como Tonino Guerra (Santarcangelo di Romagna, Italia, 16 de marzo de 1920 - ibídem, 21 de marzo de 2012) fue un poeta, novelista, dramaturgo y guionista italiano. Autor de numerosos guiones para el cine, llevados a la pantalla por grandes directores italianos e internacionales.

## Biografía
Durante la Segunda Guerra Mundial fue maestro de escuela primaria. En 1943 fue capturado y deportado a un campo de concentración en la ciudad de Troisdorf. Tras ser liberado en 1946 se graduó como pedagogo de la Universidad de Urbino. Forma parte del grupo de poetas "E circal de giudizei" (El círculo de la sabiduría) junto a Raffaello Baldini y Nino Pedretti. En 1952 publica la novella La historia de Fortunato.
En 1952 se instala en Roma, donde comienza su actividad como guionista. En el transcurso de su carrera, Guerra colaboró con directores como Federico Fellini, Michelangelo Antonioni, Francesco Rosi, Vittorio De Sica, Damiano Damiani, Mauro Bolognini, Mario Monicelli, Franco Giraldi, Alberto Lattuada, Paolo y Vittorio Taviani, Marco Bellocchio,  J.M Sánchez, Theo Angelopoulos o Andréi Tarkovski. En 1967 el guion de  Blowup, dirigida por Antonioni, le valió una nominación a los Premios Óscar. Con este director, Guerra ya había trabajado en cintas como La aventura,  La noche, El eclipse y El desierto rojo. En los años 1970 y 1980 realizó con Fellini clásicos como Amarcord, Y la nave va y Ginger y Fred.
Entre los reconocimientos que recibió durante su carrera se encuentran los premios De Sica y un Oscar Europeo del Cinema, otorgado por la Academia de Cine Europeo en 2002.
Falleció el 21 de marzo de 2012 a los 92 años de edad.

## Filmografía
- La aventura (1960), de Michelangelo Antonioni
- La noche (1961), de Michelangelo Antonioni
- El eclipse (1962), de Michelangelo Antonioni
- El desierto rojo (1964), de Michelangelo Antonioni
- Blowup (1967), de Michelangelo Antonioni
- Lo scatenato (1967), de Franco Indovina
- Zabriskie Point (1970), de Michelangelo Antonioni
- El caso Mattei (1972), de Francesco Rosi
- Lucky Luciano (1973), de Francesco Rosi
- Amarcord (1973), de Federico Fellini
- Excelentísimos cadáveres (1976) Francesco Rosi
- La noche de San Lorenzo (1981) de Vittorio Taviani y Paolo Taviani
- Identificación de una mujer (1982), de Michelangelo Antonioni
- Tempo di viaggio (1983), documental junto a Andréi Tarkovski
- Nostalghia (película) (1983), de Andréi Tarkovski
- Y la nave va (1983), de Federico Fellini
- Enrique IV, de Marco Bellocchio
- Viaje a Cythera (1984), de Theo Angelopoulos
- Ginger y Fred (1985), de Federico Fellini
- El apicultor (1986), de Theo Angelopoulos
- Crónica de una muerte anunciada (1987), de Francesco Rosi
- Paisaje en la niebla (1988), de Theo Angelopoulos
- Burro (1989), de José María Sánchez
- The Suspended Step of the Stork (1991), de Theo Angelopoulos
- La eternidad y un día (1998), de Theo Angelopoulos
- Tierra del Fuego (2000), de Miguel Littín, junto a Luis Sepúlveda
- Bab'Aziz- El príncipe que contempló su alma (2005), de Nacer Khemir
- The Dust of Time (2008) de Theo Angelopoulos

## Premios y distinciones
Premios Óscar
| Año  | Categoría                        | Película    | Resultado |
| ---- | -------------------------------- | ----------- | --------- |
| 1966 | Mejor argumento y guion original | Casanova 70 | Nominado  |
| 1967 | Mejor argumento y guion original | Blowup      | Nominado  |
| 1976 | Mejor argumento y guion original | Amarcord    | Nominado  |

Festival Internacional de Cine de Cannes
| Año  | Categoría   | Película       | Resultado |
| ---- | ----------- | -------------- | --------- |
| 1984 | Mejor guion | Viaje a Cytera | Ganador   |